# Shixian (köpinghuvudort i Kina, Jilin Sheng, lat 43,08, long 129,77)
Shixian är en köpinghuvudort i Kina. Den ligger i provinsen Jilin, i den nordöstra delen av landet, omkring 380 kilometer öster om provinshuvudstaden Changchun. Antalet invånare är 22 770. Befolkningen består av 11 363 kvinnor och 11 407 män. Barn under 15 år utgör 6,0 %, vuxna 15-64 år 80 %, och äldre över 65 år 13,0 %.
Runt Shixian är det ganska tätbefolkat, med 214 invånare per kvadratkilometer. Närmaste större samhälle är Tumen, 14,4 km söder om Shixian. I omgivningarna runt Shixian växer i huvudsak lövfällande lövskog.
Genomsnittlig årsnederbörd är 928 millimeter. Den regnigaste månaden är juli, med i genomsnitt 198 mm nederbörd, och den torraste är januari, med 6 mm nederbörd.